# Retorno a Seúl
Retorno a Seúl (en francés: Retour à Séoul) es una película dramática coproducida internacionalmente de 2022 dirigida y escrita por Davy Chou. La película gira en torno a Freddie (Ji-Min Park), una adoptada francesa de 25 años que viaja a Corea del Sur para encontrar a su familia biológica. La película se estrenó el 22 de mayo en el Festival de Cine de Cannes 2022 en la sección Un Certain Regard.

## Sinopsis
Freddie, de 25 años, regresa impulsivamente a Corea del Sur por primera vez, donde nació antes de ser adoptada y criada en Francia. La testaruda joven comienza a buscar a sus padres biológicos en un país del que sabe muy poco, lo que lleva su vida en direcciones nuevas e inesperadas".

## Reparto
- Ji-min Park como Frédérique "Freddie" Benoît, una adoptada francesa de ascendencia surcoreana que busca a su familia biológica.
- Oh Kwang-rok como El padre biológico de Freddie
- Cho-woo Choi como La madre biológica de Freddie
- Guka Han como Tena, una trabajadora del hotel que ayuda a Freddie en su viaje.
- Kim Sun-young como La tía biológica de Freddie
- Yoann Zimmer como Maxime
- Louis-Do de Lencquesaing como André

- Hur Ouk-Sook como La abuela biológica de Freddie

## Producción
El director Davy Chou tuvo la idea de la película a partir de una experiencia similar con su amiga, también una mujer francesa de unos 20 años adoptada de padres biológicos de Corea del Sur, que viajó con él a Corea del Sur durante el rodaje de su película Golden Slumbers de 2011 para conocerla. padre biológico y abuela por primera vez. Al ver lo emotivo que fue su encuentro, decidió hacer una película en una línea similar. Sin conocimiento de la cultura coreana ni de la experiencia de la adopción al principio, investigó estos elementos hablando con su amigo y otros adoptados y leyendo libros, identificando algunas similitudes con su propia vida como hijo de inmigrantes de Camboya que habían abandonado el país. antes de que los Jemeres Rojos se hicieran cargo. Chou conoció a Ji-Min Park a través de una "presentación personal" y decidió elegirla como Freddie, su primer papel en una película, ya que la vio como alguien que "compartía la esencia del espíritu libre de Freddie". Desarrolló aún más su caracterización a través de conversaciones con Park, que "desafiaron algunas de sus nociones como director masculino y lo ayudaron a comprender cómo una joven francesa podría responder a aspectos de la sociedad altamente patriarcal de Corea". El rodaje se llevó a cabo durante seis semanas a fines de 2021 en Corea del Sur y Rumania.

## Lanzamiento
La película se proyectó por primera vez en el Festival de Cine de Cannes de 2022 el 22 de mayo con el título en inglés All The People I'll Never Be en la sección Un Certain Regard. Poco antes de que se mostrara, MUBI y Sony Pictures Classics adquirieron los derechos de distribución de la película en diferentes regiones, y Sony Pictures Classics cambió el título en inglés de la película a Return to Seoul.